# La maschera di Frankenstein
 La maschera di Frankenstein  (The Curse of Frankenstein) è un film del 1957 diretto da Terence Fisher.
Il film non è un remake di Frankenstein del 1931,  ed è il primo di una serie che la casa cinematografica britannica Hammer Film Productions dedicò al capolavoro letterario di Mary Shelley. I protagonisti sono Peter Cushing (nel ruolo di Frankenstein) e Christopher Lee (nel ruolo del mostro), attori che prestarono i loro volti anche ai successivi film Hammer dedicati a Frankenstein e a Dracula.

## Trama
La storia narra della vita del Barone Victor Frankenstein, e in particolare dei suoi esperimenti che miravano a riportare in vita i cadaveri.
Svizzera, XIX secolo: Il Barone è rinchiuso in prigione, accusato di omicidio e in attesa di esecuzione; nella cella egli racconta la sua vita al prete venuto a dargli l'ultimo conforto religioso. La storia inizia con la morte del padre che gli lascia in eredità l'intera fortuna dei Frankenstein. L'istitutore del giovane Victor è un uomo di nome Paul Krempe e, quando Victor diventa adulto, i due iniziano a collaborare insieme a vari esperimenti scientifici. Una notte, dopo un esperimento particolarmente riuscito nel quale riportano in vita un cagnolino morto, Victor suggerisce di tentare di ricreare la "vita umana" in laboratorio.
All'inizio Krempe collabora con Victor, ma poi si tira indietro, inorridito ed incapace di tollerare i continui furti e smembramenti di cadaveri necessari per la buona riuscita dell'esperimento. I vari pezzi del corpo del "mostro" di Frankenstein vengono assemblati prelevando le parti meglio conservate da svariati cadaveri trafugati. Per il cervello, necessitando di una mente ancora in vita, Victor sceglie di prelevare quello di un anziano e stimato professore, in modo da dotare la sua creatura di una mente brillante e piena di conoscenze accumulate in una vita di studi accademici. Egli invita a casa propria il professore con la scusa di una visita amichevole, ma successivamente lo fa precipitare dall'alto di una scalinata provocandone la morte in modo da farla sembrare un incidente. Dopo il funerale e la sepoltura del professore, Victor si reca nella cripta e preleva il cervello dal cadavere dell'uomo, ma Krempe lo scopre sul fatto e la materia cerebrale del defunto professore resta danneggiata durante una colluttazione tra i due.
Messe insieme tutte le parti anatomiche (incluso il cervello danneggiato), Frankenstein riesce finalmente a dare vita alla sua mostruosa creatura. Sfortunatamente, il mostro rivela di non possedere traccia alcuna dell'intelligenza del professore dimostrandosi, inoltre, un violento minorato mentale. Frankenstein lo chiude a chiave nel laboratorio, ma la creatura riesce a fuggire ed uccide un vecchio cieco incontrato nei boschi. Victor e Krempe si gettano al suo inseguimento, Krempe gli spara in un occhio uccidendolo sul colpo, e i due, anche se Victor è riluttante, seppelliscono il cadavere del mostro nel bosco.
Krempe decide di andarsene, ma Frankenstein riporta nuovamente in vita la creatura. Egli arriva anche a far uccidere dal mostro la sua amante, la cameriera Justine, che, incinta di lui, minaccia di raccontare degli strani esperimenti del Barone alle autorità del villaggio se egli non la sposerà. Successivamente la creatura fugge di nuovo ed aggredisce la fidanzata ufficiale di Victor, sua cugina Elizabeth. Victor spara al mostro, e questa volta gli getta addosso una lanterna a petrolio incendiandolo, causandone inoltre la caduta in una vasca piena d'acido che lo dissolve all'istante. Victor viene imprigionato e condannato a morte per l'omicidio di Justine, non essendoci prove dell'esistenza del mostro, esecutore materiale del delitto. Egli implora il vecchio amico Krempe di testimoniare in suo favore raccontando tutta la verità davanti al prete rivelandogli di come fosse stata la creatura e non lui ad uccidere Justine, ma Krempe si rifiuta e Frankenstein viene condotto al patibolo. Lo spettatore viene volutamente lasciato nel dubbio che la storia narrata da Frankenstein sia realtà o semplicemente il parto di una mente malata ed omicida.

## Produzione
Peter Cushing, allora meglio conosciuto come attore televisivo, venne specificatamente scelto dalla Hammer per interpretare il protagonista del film. La scrittura di Christopher Lee per la parte del mostro, invece, fu soprattutto da imputarsi alla sua notevole altezza (198 cm). La Hammer aveva precedentemente preso in considerazione anche attori più alti, come Bernard Bresslaw (204 cm.), per il ruolo. La Universal Pictures lottò duramente per difendere il proprio copyright sulla versione di Frankenstein da loro prodotta nel 1931, negando ogni utilizzo di trucchi o scenografie dei precedenti film della serie, quindi la Hammer dovette commissionare al make-up artist Phil Leakey un nuovo look per la creatura che non ricalcasse minimamente il celebre trucco di Boris Karloff originariamente creato da Jack Pierce e di proprietà della Universal. La produzione di La maschera di Frankenstein ebbe inizio, con un investimento iniziale di 65,000 sterline, il 19 novembre 1956 ai Bray Studios con la scena nella quale il Barone Frankenstein taglia la corda di un impiccato per rubarne il cadavere. Il film debuttò in anteprima assoluta al London Pavilion il 2 maggio 1957.

## Importanza storica
La maschera di Frankenstein diede il via alla serie storica di film horror della Hammer. Il film segnò inoltre l'inizio di un revival del gotico come genere cinematografico sia in Europa che negli Stati Uniti. La Hammer aveva già prodotto altre pellicole horror a partire dal 1935, ma è solo con questo film che iniziò il fortunato successo della casa di produzione britannica che, da questo momento in poi verrà per sempre associata con il genere horror gotico. Questo film, insieme a Dracula il vampiro dell'anno successivo, diede il via ad una rinascita del genere dopo che il successo dei prodotti della Universal anni trenta e quaranta si era via via affievolito sempre più. Altra nota importante è che il film è uno dei primi horror ad essere stato girato a colori, ed è anche uno dei primi ad aver messo in evidenza elementi disturbanti quali bulbi oculari asportati, mani mozzate, decapitazioni, sangue a fiotti, ecc... Anche se la pellicola non può certamente essere definita un film splatter, soprattutto secondo i canoni odierni, La maschera di Frankenstein all'epoca generò molto clamore tanto che la censura inglese creò una specifica classificazione censoria ("X") per esso, imponendo il taglio di alcune inquadrature e definendo l'opera di Fisher "repellente".
La versione della Hammer del mito di Frankenstein differisce rispetto a quella Universal sotto diversi aspetti salienti. Innanzitutto i film della Hammer sono a colori anziché in bianco e nero, garantendo così un maggior realismo e la possibilità allo spettatore di immedesimarsi nella storia senza per questo perdere in atmosfera; inoltre, per la prima volta il Barone Frankenstein viene assistito da uomini giovani di intelletto superiore piuttosto che da criminali deformi (come il gobbo Fritz nel film del 1931 e nei suoi sequel). Tutto il film è incentrato sulla figura del Barone Frankenstein, e l'orrore non deriva dall'aspetto mostruoso di Christopher Lee nei panni della creatura (un make-up molto inferiore rispetto a quello ideato da Jack Pierce per Boris Karloff nel film Universal del 1931), ma piuttosto dalla follia del dott. Frankenstein stesso, amorale, indecente e malvagio, disposto a tutto al fine di raggiungere il suo scopo al punto di trasformarsi in un assassino per procurarsi gli organi che gli occorrono. Il mostro del film di Fisher è quindi Frankenstein e non la sua creatura, deforme, incatenata al muro e quasi sempre in secondo piano rispetto al suo creatore.
La pellicola riscosse un grande successo di pubblico e fu un trionfo finanziario che generò incassi 70 volte maggiori rispetto ai costi di produzione.

## Critica
Quando la pellicola uscì nei cinema per la prima volta, La maschera di Frankenstein sconvolse ed oltraggiò parecchi recensori. Dilys Powell del The Sunday Times scrisse che "tali produzioni rendevano impossibile difendere il Cinema dal processo di decadimento che stava affossandolo", mentre il Tribune opinò di come il film fosse "deprimente e degradante per chiunque amasse il Cinema". A colpire soprattutto i critici furono gli aspetti horror dell'opera, ritenuti per i canoni dell'epoca eccessivamente splatter, effetto aumentato inoltre dalla presenza del colore (emblematica a tal proposito la scena nella quale Krempe spara in un occhio al mostro provocando una copiosa fuoriuscita di sangue). Tuttavia, il film riscosse un grande successo al botteghino e divenne molto popolare presso il pubblico, ed oggi viene riconosciuto come un classico lodato ed ammirato da registi come Martin Scorsese e Tim Burton che ammisero l'influenza esercitata dall'opera sui propri lavori.
Il film ha ricevuto, sul sito Rotten Tomatoes, un indice di gradimento dell'85%.

## Scene tagliate e restauro
La versione cinematografica originale del film venne tagliata dalla British Board of Film Classification per rimuovere il primo piano di bulbi oculari asportati visti attraverso una lente d'ingrandimento. Un'altra scena che riguardava una testa mozzata e sciolta nell'acido fu filmata ma mai montata.
In tempi recenti il film è stato rimasterizzato in digitale e restaurato, con la reintroduzione dell'inquadratura dell'occhio asportato (assente dalle copie per il mercato americano), ma non quella della testa sciolta nell'acido, andata persa.

## Seguiti
A questo film seguirono altri 6:
- La vendetta di Frankenstein - 1958 (The Revenge of Frankenstein)
- La rivolta di Frankenstein - 1964 (The Evil of Frankenstein)
- La maledizione dei Frankenstein - 1967 (Frankenstein Created Woman)
- Distruggete Frankenstein! - 1969 (Frankenstein Must Be Destroyed)
- Gli orrori di Frankenstein - 1970 (The Horror of Frankenstein)
- Frankenstein e il mostro dell'inferno - 1974 (Frankenstein and the Monster from Hell)

A differenza dei film Universal su Frankenstein degli anni trenta e quaranta, nei quali il personaggio del mostro era la figura centrale e ricorrente, nella serie Hammer il protagonista indiscusso è il Barone Victor Frankenstein. Peter Cushing interpretò il ruolo del Barone in tutti i film tranne ne Gli orrori di Frankenstein, che altro non era se non un remake dell'originale (La maschera di Frankenstein) girato con maggior piglio umoristico, e con attori più giovani come Ralph Bates e Veronica Carlson.

## Riferimenti all'opera in altri media
- Un adattamento letterario del film venne scritto da John Burke come parte del suo libro del 1966 The Hammer Horror Film Omnibus.
- Il film è stato adattato in una versione a fumetti in due occasioni, la prima volta dalla Warren Publishing nel 1966 (insieme a Dracula il vampiro); la seconda nel dicembre 1976/gennaio 1977 sulla rivista The House of Hammer (volume 1, numeri 2 & 3) pubblicata dalla General Book Distribution.
- La famosa inquadratura di Peter Cushing che guarda attraverso una lente d'ingrandimento (con l'occhio enormemente ingrandito dalla lente) è stata parodiata nel film Top Secret! del 1984.

## Edizioni home video

### DVD
- In Italia, il film è stato distribuito per la prima volta in formato DVD dalla Sinister Film in collaborazione con CG Home Video nel dicembre 2013. Tra i contenuti extra si trovano il trailer originale, una presentazione del film a cura dello scrittore e critico Luigi Cozzi, e uno speciale dedicato al film intitolato The World of Hammer: The Curse of Frankenstein.